# Andrena obscuripostica
Andrena obscuripostica là một loài Hymenoptera trong họ Andrenidae. Loài này được Viereck mô tả khoa học năm 1916.